# 칵테일 소스
칵테일 소스(cocktail sauce) 또는 시푸드 소스(seafood sauce)는 시푸드 칵테일(seafood cocktail)이라는 요리의 일부로 제공되거나 다른 해산물과 함께 조미료로 제공되는 여러 종류의 차갑거나 실온 소스 중 하나이다. 이 소스와 그 이름이 붙은 요리는 종종 영국의 셀러브리티 셰프 패니 크래독에게 공로가 돌려지지만, 시푸드 칵테일은 그녀의 1967년 레시피보다 몇 년 앞서 존재했다 (예를 들어, 콘스턴스 스프라이는 1956년에 더블린 베이 새우를 사용한 시푸드 칵테일을 출판했다).

## 기원

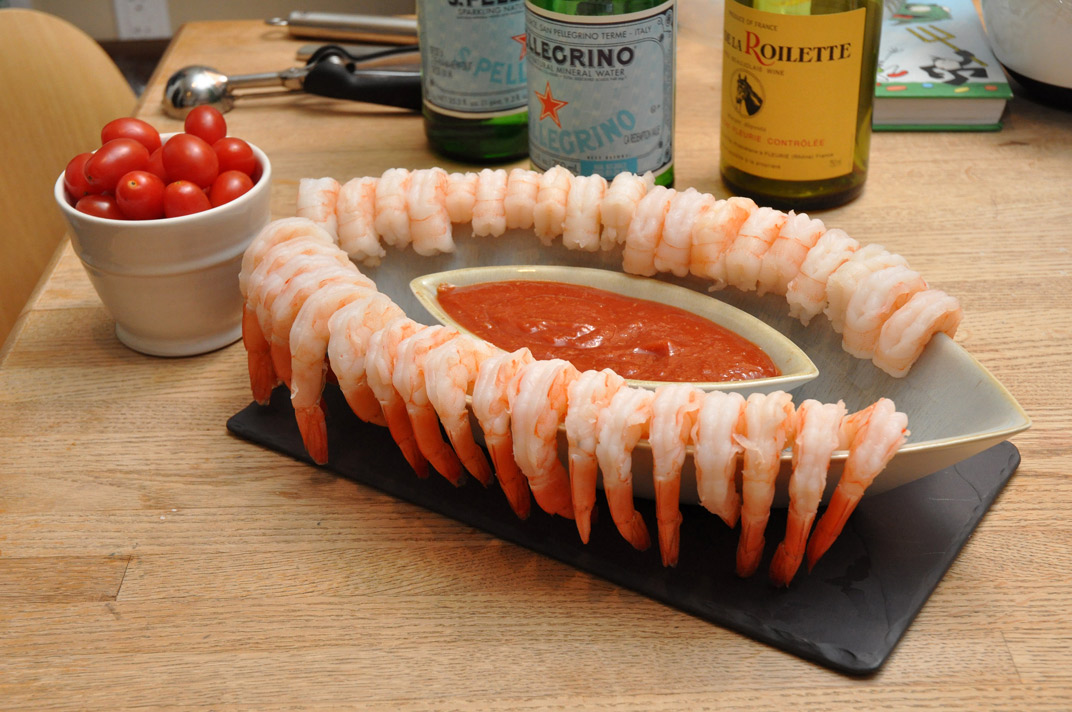
칵테일 소스를 곁들인 새우 칵테일

시푸드 칵테일은 19세기 미국에서 굴 또는 새우로 만들어지며 유래되었다. 매콤한 차가운 소스를 곁들인 해산물은 20세기 요리 레퍼토리의 확고한 부분이었다. 칵테일 소스는 새우 칵테일과 가장 관련이 깊지만, 어떤 조개류와도 함께 제공될 수 있다.

## 종류

### 북아메리카
미국과 캐나다에서는 일반적으로 최소한 케첩 또는 칠리 소스와 준비된 겨자무를 섞어 만든다. 레몬즙, 우스터셔 소스 및 타바스코 소스는 흔한 첨가물이며, 종종 이 세 가지 모두 사용된다.

### 다른 지역
영국, 아일랜드섬, 아이슬란드, 프랑스, 벨기에, 이탈리아, 네덜란드에서 흔히 볼 수 있는 칵테일 소스는 대개 마요네즈와 토마토 소스를 새우와 같은 분홍색이 나도록 섞어 만든 것으로, 이는 프라이 소스와 비교될 수 있다. 사우전드 아일랜드 드레싱과 비슷하지만, 영국에서는 보통 마리(또는 메리) 로즈 소스라고 부른다. 이름의 유래는 불분명하며, 튜더 시대 선박인 메리 로즈호 발굴 현장에서 일하던 1980년대 잠수 팀 요리사에게, 또는 패니 크래독에게 그 공로가 돌려지기도 한다. 그러나 이 용어는 1920년대에 새우 장식으로 처음 등장했으며, 적어도 1963년까지는 칵테일 소스를 지칭하는 데 사용되었다. 이 이름은 색깔과 관련이 있으며, 에스코피에는 분홍색 아이스 푸딩을 묘사하는 데 이 용어를 사용했다. 1960년대와 1970년대에는 너무나 흔해서, 가장 흔하게 연관되는 요리인 새우 칵테일과 함께 영국에서 일종의 농담거리가 되었다.
벨기에에서는 소스에 위스키를 약간 넣기도 한다. 찐 새우와 반 껍질 해산물과 함께 인기가 많다.
오스트레일리아에서는 피시 앤드 칩스 가게에서 자주 제공된다.

## 굴 바에서
대부분의 미국 굴 바에서 칵테일 소스는 생 굴에 대한 표준적인 반찬이며, 굴 바의 손님들은 직접 소스를 섞을 수 있기를 기대한다. 표준 재료(대략 비율이 줄어드는 순서로)는 케첩, 겨자무, 핫소스(예: 타바스코, 루이지애나 또는 크리스탈), 우스터셔 소스, 그리고 레몬즙이다. 수플레 컵은 보통 굴 접시 중앙에 칵테일 포크와 레몬 조각과 함께 놓인다.

## 같이 보기
- 쿠르 부용
- 딥 목록
- 소스 목록
- 오징어 칵테일